# Odontomachus turneri
Odontomachus turneri är en myrart som beskrevs av Auguste-Henri Forel 1900. Odontomachus turneri ingår i släktet Odontomachus och familjen myror. Inga underarter finns listade i Catalogue of Life.

## Bildgalleri

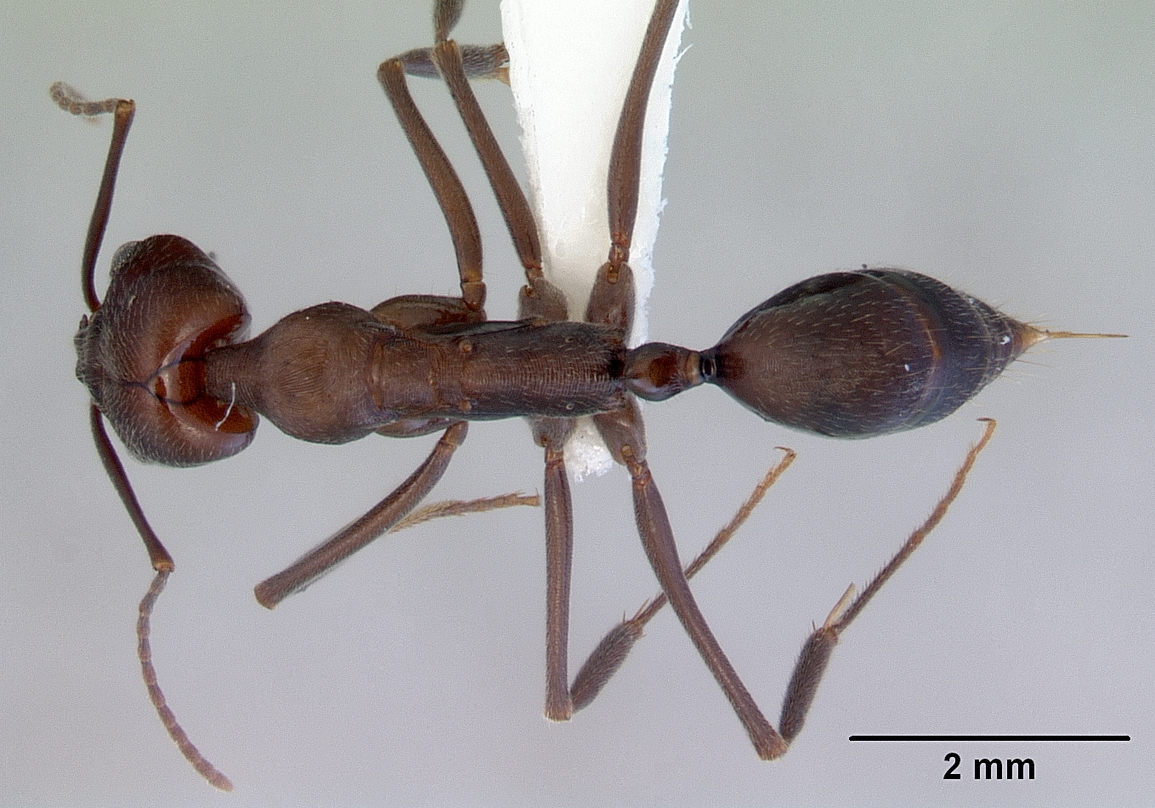
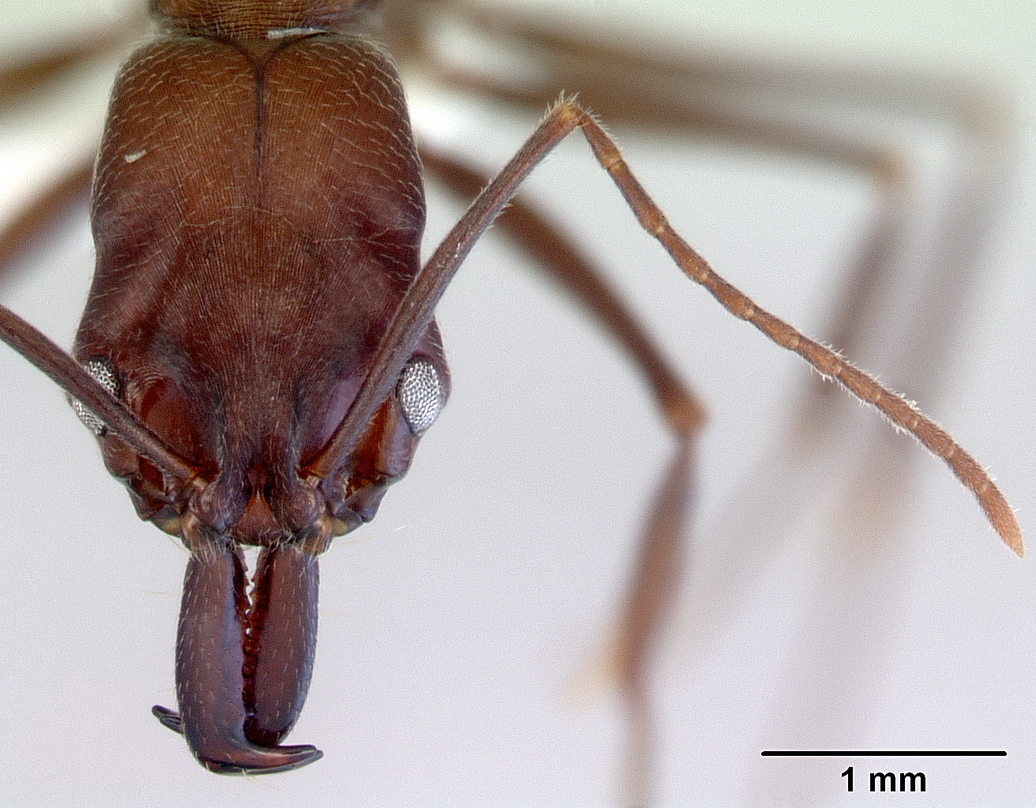
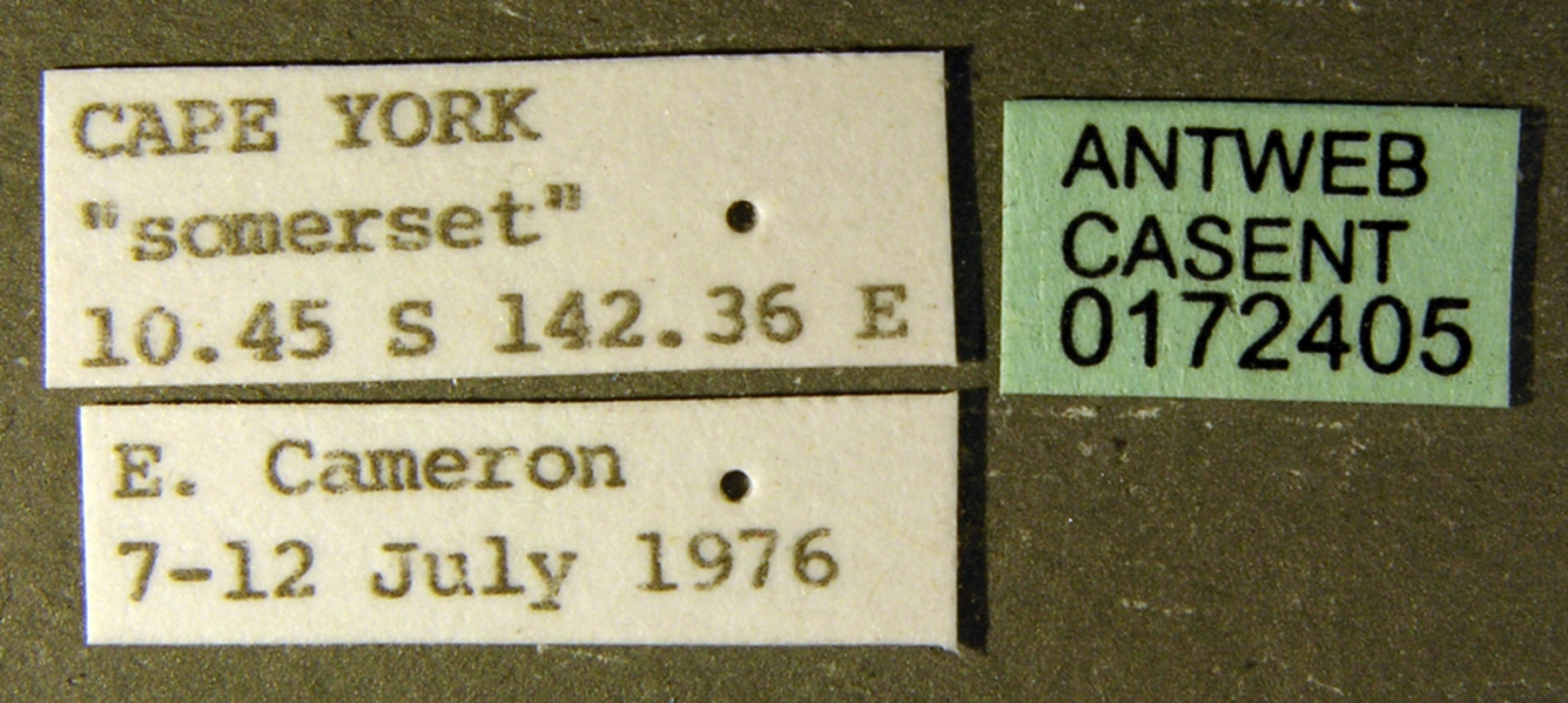
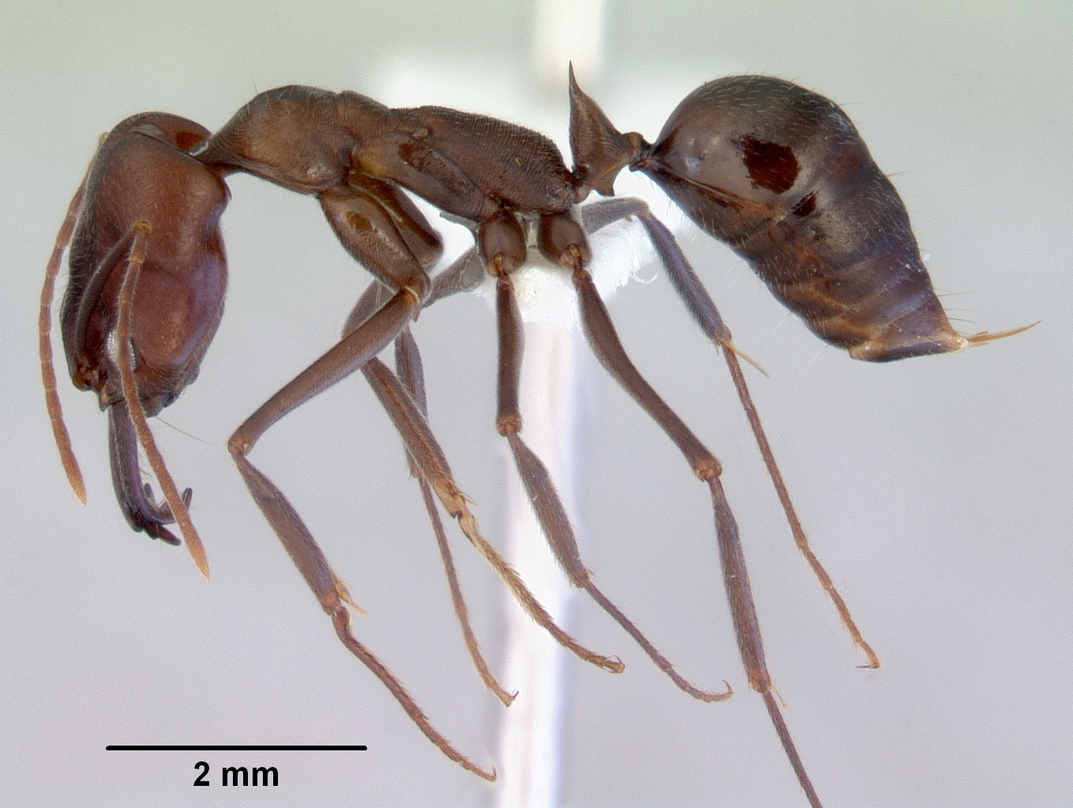